# 卡拉奇区 (沃罗涅日州)
卡拉奇区（俄语：Калачеевский район）是俄罗斯联邦沃罗涅日州下辖的一个区，其行政中心为卡拉奇。据2016年统计，该区的人口为53200人。